# Frank Meyland
Frank Meyland (Gent, 26 augustus 1920 – 31 mei 1993) was een Vlaams schrijver en dichter.

## Levensloop
De echte naam van Meyland was Hubert Ascoop. Hij schreef ook onder de pseudoniemen D. Raak en Frieda Oosterlinck. Beroepshalve was hij ambtenaar, journalist en handelsvertegenwoordiger.
Hij volgde de Grieks-Latijnse humaniora aan het Sint-Barbaracollege en studeerde kunstgeschiedenis en oudheidkunde aan de Rijksuniversiteit Gent. 
Hij was medeoprichter van het poëzietijdschrift Podium (1942-1944) en van de Vereniging voor Katholieke Oost-Vlaamse schrijvers (V.K.O.S.) in 1948. Hij werd redacteur van Nieuwe stemmen (het literaire tijdschrift van de Katholieke Jongerengemeenschap) en van het Nederlandse tijdschrift Roeping.
In 1943-1944 leefde hij ondergedoken.
Hij schreef weemoedige gedichten, met een klassieke vormbeheersing. 
In 1949 won de onbekende Frieda Oosterlinck de prijs van de Poëziedagen in Merendree. Pas in 1957 werd bekend dat achter die naam drie dichters schuilgingen die een grapje wilden uithalen, maar daarmee de wedstrijd wonnen. De drie dichters waren Frank Meyland, Adriaan Magerman en Albert de Swaef. 

## Publicaties
- Andante (1942), N.R.B. Vlaanderen, Brugge.
- Gestamelde elegieën (1946, vermeerderde druk 1957).
- Mors et vita (1947)
- Aendachtigh (1953), met o.a. de autobiografische Soldatenliederen, geschreven tijdens zijn militaire dienst in Noord-Ierland in 1944-1945.
- Op fluistertoon (1962), een bundel gevoels- en doodsgedichten met een sterk religieuze en zelfs mystieke dimensie.
- De Vlaamse poëziedagen, essay, 1977.